# Eutropiichthys britzi
Eutropiichthys britzi is een straalvinnige vissensoort uit de familie van de glasmeervallen (Schilbeidae). De wetenschappelijke naam van de soort is voor het eerst geldig gepubliceerd in 2007 door Ferraris & Vari.